# Méthode complète de chant
Die Méthode complète de chant (ital. Metodo completo di canto; dt. Vollständige Schule des Gesangs) von Luigi Lablache, einem renommierten Basssänger – auf der Titelseite wird er als Premier chanteur de la Chambre & de la Chapelle de S. M. le Roi des Deux-Siciles bezeichnet – des 19. Jahrhunderts, ist ein bedeutendes Werk in der Geschichte des Gesangsunterrichts.
Wie der Untertitel des Werkes besagt, ist die Méthode complète de chant eine Vollständige Gesangschule, oder Gründliche Erläuterung der Grundsätze, nach welchen man die Studien zur Entwickelung und Ausbildung der Stimme und zur Verfeinerung des Geschmacks zu leiten hat; nebst erklärenden Beispielen, fortschreitenden Übungen und Vokalisen von Louis Lablache.

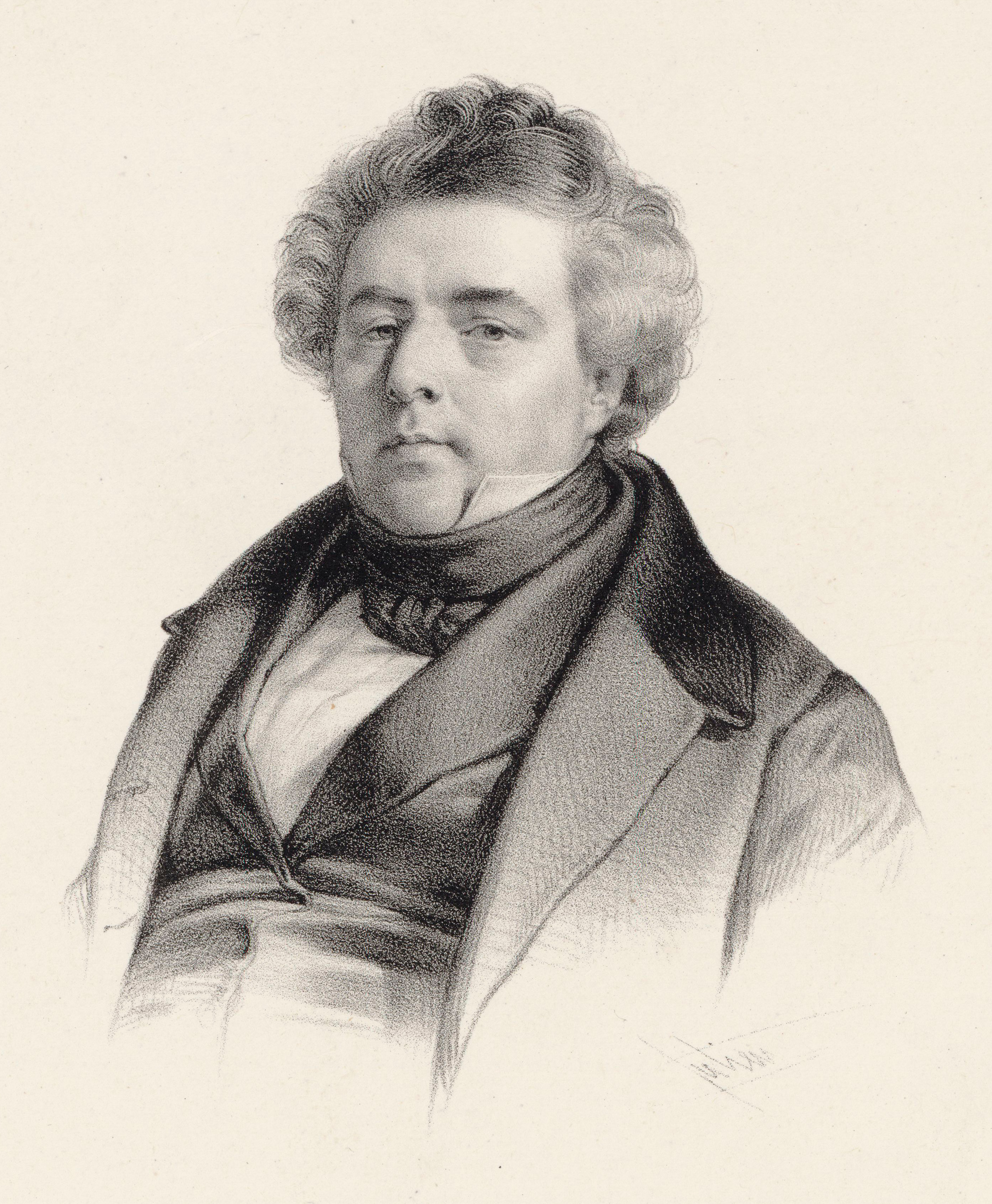
Luigi Lablache, 1841

## Kurzeinführung
Der italienische Opernsänger (Bass), Theaterschauspieler und Gesangspädagoge Luigi Lablache (1794–1858), der Schwiegervater von Sigismund Thalberg (1812–1871), wurde 1794 in Neapel geboren. Er erlangte Berühmtheit auf den großen Bühnen Europas und war besonders für seine technische und künstlerische Meisterschaft bekannt. Auf dem Höhepunkt seiner Karriere veröffentlichte er dieses Lehrbuch, um sein Wissen und seine Erfahrungen zu teilen. Das Werk, erschienen um 1842 bei Canaux in Paris, und auch bei B. Schott’s Söhne in Mainz wurde eine deutsch-französische Parallelausgabe veröffentlicht.
Das Werk bietet eine gründliche Analyse der Prinzipien des Gesangs. Es richtet sich insbesondere an Bass- und Baritonstimmen, wie die speziellen Ausgaben nahelegen. Lablache legt dar, wie man die Stimme entwickeln, leichter machen und den musikalischen Geschmack formen kann. Die Methode ist in einer deutsch-französischen Parallelversion verfügbar.
Obwohl Lablache sein Werk als „vollständig“ bezeichnet, mag es in einigen Aspekten nicht ganz diesen Anspruch erfüllen. Dennoch bietet es unvergleichliche Einblicke in die Kunst des Singens und der Interpretation, insbesondere im Kontext der Blütezeit der italienischen Oper. Es enthält auch wertvolle Vokalisen und Studien zu den typischen Verzierungen der damaligen Zeit.
Eine Ausgabe wurde 2006 von Ricordi nach der überarbeiteten italienischen Fassung von 1842 herausgegeben, was auf die anhaltende Relevanz und Bedeutung dieses Werks für die Gesangsausbildung und die musikalische Interpretation hinweist.
Lablaches Méthode complète de chant bleibt somit ein zentrales Lehrbuch für alle, die sich mit der klassischen Gesangstechnik und -interpretation beschäftigen wollen, insbesondere dem Repertoire des frühen 19. Jahrhunderts.